# ترزور کندول
ترزور کندول (انگلیسی: Trésor Kandol؛ زادهٔ ۳۰ اوت ۱۹۸۱) بازیکن فوتبال اهل جمهوری دموکراتیک کنگو است در پست مهاجم برای کرولی واندرر اف‌سی بازی می‌کند.
وی همچنین در تیم ملی فوتبال جمهوری دموکراتیک کنگو بازی کرده‌است.